# Landesschülerbeirat
Der Landesschülerbeirat Baden-Württemberg (LSBR) ist eines der drei gesetzlich vorgeschriebenen Beratungsgremien des Ministeriums für Kultus, Jugend und Sport. Er ist in § 69 Schulgesetz verankert, wonach er das Ministerium in allgemeinen Fragen des Unterrichts- und Erziehungswesen berät. Darüber hinaus nimmt der Beirat auch die Funktionen einer Landesschülervertretung wahr. Er organisiert Seminare und Veranstaltungen für Schülerinnen und Schüler und begleitet die landesweite SMV-Arbeit.
Der LSBR ist Mitglied in der Bundesschülerkonferenz (BSK).

## Allgemeines
Der Landesschülerbeirat unterscheidet sich von anderen Landesschülervertretungen grundlegend darin, dass er nicht zuerst Landesschülervertretung ist, sondern ein Beratungsgremium des Ministeriums für Kultus, Jugend und Sport. Daher ist dieser auch mehr ein Expertengremium als Schülervernetzung. Somit erklärt sich auch die paritätische Besetzung der Ämter nach Schulart und Regierungsbezirk. Eine Ausnahme stellen die staatlich anerkannten Ersatzschulen dar.
Der Landesschülerbeirat des Landes Baden-Württemberg ist die oberste Vertretung der Schülerinnen und Schüler im Südwesten der Republik. Neben seinen gesetzlichen Aufgaben und Verfahrensweisen, die sich aus § 69 Abs. 1 – 3 des Schulgesetzes für Baden-Württemberg und §§ 21 – 30 der Verordnung des Kultusministeriums über Einrichtung und Aufgaben der Schülermitverantwortung, nimmt er weitere Aufgaben wahr. Darunter die Unterstützung der SMV-Arbeit landesweit, die Vertretung der Schülerschaft gegenüber Medien und Politik sowie die Zusammenarbeit mit Bildungsnahen Verbänden.
Der Landesschülerbeirat steht vor der Aufgabe, den immer mehr eingeforderten „direkten Draht“ von den „einfachen“ Schülern zur „großen“ Politik zu bilden. Diese Aufgabe ist ein ständiges Themenfeld, da der Landesschülerbeirat die 723.974 Schülerinnen und 790.288 Schüler (Schuljahr 2019/20) mit 30 ordentlichen und 30 stellvertretenden Mitgliedern vertritt. Das macht einen Vertretungsschlüssel von 1 zu circa 13.170. Daher ist die Zusammenarbeit mit sogenannten Arbeitskreisen der Schüler (§ 69 Abs. 4 Schulgesetz für Baden-Württemberg und § 18 der SMV-Verordnung), also Vereinigungen von Schülermitverantwortungen über die eigene Schule hinaus, sowie Verbänden im Bildungsbereich von zentraler Bedeutung.

### Geschichte
Anfang des 19. Jahrhunderts bildete sich in Preußen ein erstes vom Staat organisiertes Schulsystem mit einer allgemeinen Schulpflicht. Zuvor oblag die Bildung vor allem kirchlichen oder bürgerlich-privaten Einrichtungen. Eine Mitbestimmung von Schülern war in der streng hierarchisch und obrigkeitshörigen Gesellschaft nicht erwünscht.
Anfang des 20. Jahrhunderts wurde noch strikt auf Zucht und Ordnung geachtet. Jedoch wird eine Einbindung der Schüler auch in Deutschland immer populärer. Die neuen Methoden aus dem angelsächsischen Raum finden immer mehr Anklang. An ein paar Privatschulen gab es jedoch schon Ansätze dessen, genannt „Selbstregulierung“. Nach und nach hielt die Mitbestimmung auch an staatlichen Schulen Einzug, nachdem Deutschland auch ein demokratischer Staat wurde. Durch den preußischen Kultusminister wurde 1919 per Erlass spärliche Rechte zugestanden. Mit dem Einzug des Nationalsozialismus und der wiederkehrenden Autokratie wurde auch die Mitbestimmung abgeschafft.
Erst nach 1945 gab erneut zaghafte Versuche der Schülerbeteiligung. Bereits 1952 gab es ein erstes bundesweites Treffen von Schülervertretern. Als Reaktion darauf gab es erste Erlasse zur Einrichtung von Schülervertretungen, Elternbeiräten und dem Landesschulbeirat. Zehn Jahre nach den bundesweiten Treffen wird erstmals das Fach „Gemeinschaftskunde“ offiziell eingeführt um der grassierenden „Politikverdrossenheit“ entgegenzuwirken. Dazu wird das Fach sogar in die Landesverfassung aufgenommen. Die Bestrebungen haben ihre Wirkung gezeigt. 1966 fing die Jugend an für mehr Rechte, Mitbestimmung und Demokratie in der Schule zu demonstrieren. Viel zu lang sei nichts geschehen. Zwei Jahre später wurde erstmals ein Entwurf zu SMV-Richtlinien durch das Kultusministerium zur Diskussion gestellt. Im Herbst kam es dann zu Schülerstreiks. Auch damals ein Mittel der Wahl um auf wichtige Themen aufmerksam zu machen. 1970 gab das Ministerium den Forderungen der Schüler nach und erließ die „Vorläufigen Richtlinien zur SMV“. 1976 wird dann ordentlich „die Verordnung des Kultusministeriums über Einrichtung und Aufgaben der Schülermitverantwortung“ erlassen. Eine Landesvertretung wird nach wie vor abgelehnt. Auch nach der Schulgesetzesnovelle 1983. 1993, um einem Landesschülerbeirat vorzugreifen, entschließt man sich, die Anzahl der Schüler im Landesschulbeirat zu verdoppeln. Doch letztendlich wurde am 9. Mai 1994 der erste Landesschülerbeirat mit ministerialem Segen konstituiert. Damals startete man mit nur 24 Mitglieder, doch es werden immer wieder Maßnahmen zur Anpassung getroffen. 2014 werden auch Privatschüler, 2016 Gemeinschaftsschüler Mitglieder des Landesschülerbeirates.

## Zusammensetzung und Wahl
Der Landesschülerbeirat setzt sich aus 30 ordentlichen Vertretern und ebenso vielen Stellvertretern zusammen, die auf zwei Jahre gewählt werden. Sie müssen zum Zeitpunkt der Wahl eine Schule in Baden-Württemberg besuchen und Mitglied des Schülerrats sein, der sich aus den gewählten Klassensprechern und den Schülersprechern zusammensetzt.
Die Wahlen werden von den Regierungspräsidien organisiert. Auf den Wahlveranstaltungen kommen die Schülersprecher der jeweiligen Schulart eines Regierungsbezirks zusammen und wählen aus ihrer Mitte einen Vertreter für den Landesschülerbeirat. In jedem Regierungsbezirk (Freiburg, Karlsruhe, Stuttgart, Tübingen) wird ein Vertreter und ein Stellvertreter für jede Schulart (Sonderpädagogisches Bildungs- und Beratungszentren (SBBZ), Haupt- und Werkrealschulen, Realschulen, allgemeinbildendes Gymnasium, Gemeinschaftsschulen, Berufsschulen, Berufsfachschulen und Fachschulen, Berufskolleg, Berufsoberschule und berufliches Gymnasium) gewählt. Damit gibt es im Landesschülerbeirat jeweils vier ordentliche Vertreter und vier Stellvertreter für die sieben staatlichen Schularten, dazu kommen zwei ordentliche Vertreter und zwei Stellvertreter der Schulen in freier Trägerschaft (Privatschulen).

## Aufgaben

### Beratungsfunktion
Der Landesschülerbeirat ist wie der Landeselternbeirat und der Landesschulbeirat ein Beratungsgremium des Ministeriums für Kultus, Jugend und Sport. Sie vertreten ihre Meinung in „allgemeinen Fragen des Erziehungs- und Unterrichtswesens“ gegenüber dem Ministerium. Sie sind über alle rechtlichen Änderungen (VwV, VO, Gesetze) seitens des Kultusministeriums zu informieren und zu befragen. Diese Aufgaben werden in § 69 des Schulgesetzes festgelegt.
In dieser Funktion vertritt das Gremium die Anliegen der Schüler jedoch nicht nur gegenüber dem Ministerium, sondern es sieht sich auch als Sprachrohr der Schülerschaft in der Öffentlichkeit. So mischt sich der Landesschülerbeirat in die aktuellen Debatten um bildungspolitische Entscheidungen ein und fordert die Politik auf, stets auch die Schülerinteressen im Blick zu behalten.

### Begleitungsfunktion
Der Landesschülerbeirat begleitet die landesweite SMV-Arbeit der Schulen durch die Teilnahme an den SMV- und Regionaltagungen sowie durch die Bereitstellung von entsprechenden Unterlagen. Außerdem führt der Landesschülerbeirat neben dem Landesschülerkongress noch viele weitere Themenveranstaltungen, Projekte und Fortbildungsveranstaltungen durch und leistet damit einen Beitrag zur Weiterentwicklung der SMV-Arbeit.
Außerdem bietet der Landesschülerbeirat ein Handbuch für Schülervertreter an, das zusammen mit dem regionalen Schülerarbeitskreis „Schülernachrichtendienst“ (SND) erarbeitet und herausgegeben wurde.

### Mitwirkungsfunktion
Ebenfalls wirkt der Landesschülerbeirat in weiteren wichtigen Gremien wie dem Landesschulbeirat, der das Kultusministerium in grundlegenden Fragen zur Bildungspolitik berät, oder der Bundesschülerkonferenz, welche die bundesweite Vernetzung der Schülervertretungen der Länder ist, mit.
Im Landesschülerbeirat haben Schüler zudem die Möglichkeit, ihre Vorstellungen gegenüber dem Kultusministerium auf Landesebene zu vertreten. Damit können sie in schulische und bildungspolitische Entscheidungsprozesse einbezogen werden und auch selbst mitwirken.

## Projekte

### Landesschülerkongress (LSK)
Eines der großen Projekte ist dabei der alle zwei Jahre stattfindende Landesschülerkongress, zu dem alle Schülerinnen und Schüler Baden-Württembergs eingeladen sind. Er ist damit die größte Schülerveranstaltung in ganz Baden-Württemberg. Dieser hat zum Ziel, die politische Bildung der Schülerinnen und Schüler zu stärken und soll diesen als Austausch- und Informationsveranstaltung dienen. Dort werden Workshops geboten und bei  Podiumsdiskussionen Gelegenheit zum direkten Austausch mit den für die Bildungspolitik verantwortlichen Akteuren ermöglicht.

### Wir-macht-Schule (WMS)
Mit dem Programm „Wir macht Schule“ möchte der LSBR Schülerinnen und Schülern eine Möglichkeit geben, Ideen, Projekte und Aktionen zusammen mit anderen zu planen und umzusetzen, zugleich aber das Engagement von Schülerinnen und Schülern sichtbar machen – auch für die Öffentlichkeit außerhalb der Schule.

### Bildung für nachhaltige Entwicklung (BNE) - col_labs
Der Landesschülerbeirat möchte mit der Tagungsreihe „col_labs“ die Schülerinnen und Schüler für nachhaltiges Denken sensibilisieren und insbesondere zukunftsträchtige Projekte fördern. Dadurch soll vor allem ein Bewusstsein für die Auswirkungen des eigenen Handelns geschaffen werden.

### Regionale Schüler Vernetzung (RSV)
Da regionale Schüler Vernetzungen, wie bereits erwähnt, nicht gesetzlich vorgeschrieben sind, will der Landesschülerbeirat diese unterstützen und motivieren neue zu bilden.

## Geschichte des Landesschülerbeirats
Der Landesschülerbeirat wurde 1994 eingerichtet, im April desselben Jahres nahm das Gremium erstmals seine Arbeit auf. Davor waren die Schüler auf Landesebene nur im Landesschulbeirat vertreten, in dem ebenfalls Lehrer, Eltern und andere Gruppen wie bspw. die Kirchen und die Wirtschaft vertreten sind. Durch das große Engagement der Schüler in diesem Gremium und den anhaltenden Forderungen nach einer eigenen Interessenvertretung wurde schließlich der Landesschülerbeirat eingerichtet. In der Verordnung des Kultusministeriums über Einrichtung und Aufgaben der Schülermitverantwortung ist die Mitwirkung der Schüler konkretisiert.